# 食果蝠屬
食果蝠屬（学名：Ariteus），哺乳綱、翼手目、葉口蝠科的一屬，而與食果蝠屬（食果蝠）同科的動物尚有美洲果蝠屬（灰美洲果蝠）、襞面蝠屬（襞面蝠）、美洲林蝠屬（美洲林蝠）、掠果蝠屬（掠果蝠）等之數種哺乳動物。

## 下属物种
本属包括以下物种：
- 黃食果蝠 Ariteus flavescens (Gray, 1831)